# Jüri Tarmak
Jüri Tarmak (Tallinn, 1946. július 21. – 2022. június 22.) olimpiai bajnok szovjet-észt atléta, magasugró.

## Pályafutása
Apja Aadu Tarmak szovjet bajnok diszkoszvető volt 1943–44-ben. 1963-ban kezdett versenyszerűen atletizálni. 1970-ben lett a szovjet válogatott tagja. 1971-ben ezüst, 1972-ben bronzérmet nyert a fedett pályás Európa-bajnokságon magasugrásban. Az 1972-es müncheni olimpián aranyérmes lett. Ő volt az utolsó olimpiai bajnok, aki hasmánt technikával győzött.
1974-ben visszavonult a versenyzéstől és a következő évben a Leningrádi Állami Egyetemen közgazdasági diplomát szerzett. 1985-ben doktorált. 1985 és 1990 között egyetemi oktató volt Leningrádban. 1990-ben, Észtország függetlenné válásakor a Szovjetuniótól hazatért Tallinnba, ahol egy befektetési társaságot (Broker Baltic AS) alakított. Később a Tallinni Értéktőzsde alelnökeként és tanácsadójaként is dolgozott. 2001 és 2012 között a Kompass Tallinn sportklub vezetője volt.

## Sikerei, díjai
- Olimpiai játékok
  - aranyérmes: 1972, München
- fedett pályás Európa-bajnokság
  - ezüstérmes: 1971, Szófia
  - bronzérmes: 1972, Grenoble